# 세르게이 예세닌
세르게이 알렉산드로비치 예세닌(러시아어: Серге́й Алекса́ндрович Есе́нин, 1895년 10월 3일 ~ 1925년 12월 28일)은 러시아의 시인이다.

## 생애
1895년 10월 3일 랴잔 지방의 콘스탄티노보 마을에서 태어났다. 1909년, 세르게이는 초등학교를 마치고 스파스 클레프키 마을에 있는 교사 세미나에 갔는데 시에 대해 진지하게 생각하게 된 것도 바로 이곳에서였다. 지도교사의 조언에 따라 시작(詩作)에 몰두하기 위해 그는 1913년 3월 모스크바로 떠난다.
1915년 3월 9일, 상징주의 시의 대가 알렉산드르 블로크를 처음 만났을 때, 그는 너무도 흥분한 나머지 갑자기 진땀을 흘리기까지 했다. 블로크는 예세닌에게 용기를 북돋아 주는 등 도움을 주었으며 그를 “천부적인 재능의 농민시인”으로 불렀다. 예세닌은 자신이 블로크와 클류예프로부터 서정시풍을 배웠고, 벨리로부터는 형식을 배웠다고 주장했다.
1916년 2월, 첫 시집인 ≪초혼제≫가 출간되자, 예세닌의 명성은 순식간에 높아져 황후와 공주들 앞에서 시를 낭송하기도 했다. 이에 대한 보답으로 그는 황금 시계와 목걸이를 받았다. 그러나 예세닌은 혁명에 동감해서 1917년 2월 혁명과 10월 혁명을 열렬히 환영했다.
예세닌은 1919년을 자기 생애의 최고의 해로 간주했다. 그에게 서점과 출판사, 보헤미안 문학 카페인 ‘페가수스의 마구간’에 대한 감독권이 주어졌다. 이 시기 그는 여러 시인들과 함께 ‘이미지 그 자체’의 우월성을 주장하는 이미지주의 문학 그룹을 조직해서 활동했다. 1918년 혹은 1919년에 예세닌은 공산당에 가입하고자 지원했다. 그러니 그는 너무나 개인적이고 ‘어떤 혹은 모든 규율에 이질적’이라고 간주되었다.
이러한 열정적인 사회생활에도 불구하고 그의 내면에서는 점차 소외와 고독감이 자라나고 있었다. 1921년에 그는 “흔히, 서정시인은 오래 살지 못한다”라고 적는다.
1921년 11월, 예세닌은 미국 무용수 이사도라 덩컨을 만났다. 그녀는 그보다 열일곱 살 연상이었다. 그들은 1922년 5월 2일 결혼했고, 5월 10일 유럽과 미국으로 여행을 떠났다. 그들의 미국 생활은 파란만장한 시간이었다. 그는 뉴욕을 혐오했으며 자살을 생각할 만큼 권태로웠다. 그는 예술에 대한 자신의 영감이 사라지는 것을 두려워했다. 정신적, 육체적 건강이 쇠퇴하기 시작하자 예세닌은 덩컨과 함께 파리로 돌아갔다. 음주와의 투쟁은 계속되었다. 1923년 8월 5일경 그들은 모스크바로 되돌아왔고 10월 말 경 그들의 관계는 끝이 났다.
예세닌은 권태와 우울증에 빠졌으며, 알코올 중독과 환각으로 고통을 받았다. 정신적 안식처를 발견할 수 없었던 그는 두 살배기 어린아이처럼 무력감을 느꼈다.
1925년, 예세닌은 장시 ＜페르시아 모티프＞와 ＜안나 스네기나＞를 썼던 바쿠로 갔다. 환각이 그랬던 것처럼 피해망상증도 그의 내부에서 자라나고 있었다. 11월 그는 마지막으로 병원에 입원했다. 12월 21일 그는 갑자기 병원을 떠나 다시 술을 마시기 시작했고, 페테르부르크로 떠나 호텔에 투숙해 12월 28일, 성상(聖像)이 놓인 구석의 수도관에 목을 매어 자살했다.